# ベタベタM!LK
『ベタベタM!LK』（ベタベタみるく）は、Paraviで2023年1月27日から2月24日毎週金曜 23:00 - にレギュラー放送されていたバラエティ番組である。

## スタッフ
- 構成:カツオ
- TD・SW:千明裕史、髙橋瑠平
- CAM:末永尚享、吉田健吾
- MIX:後藤祐輔、門脇茂誠
- AUD:楊臻蓁、光山由貴子
- VE:杉山博紀、長山翔一、森隆太、辻源之
- 照明:井町成宏
- 美術:岩本朝美
- 美術プロデューサー:薬王寺哲朗
- デザイン:岩本朝美
- 大道具:冨田泰史
- 小道具:山下正美
- アクリル装飾:是安弘樹
- 衣裳:東京衣裳
- メイク:山田かつら
- ヘアメイク:中島愛貴、高松れい、小林麗子（do:t）
- スタイリスト:柴田拡美
- 編集:鈴木聡、小川洋行
- MA:小林竜輔
- 音効:高津浩史
- デザイン:平池優太
- デスク:出家李紅
- ディレクター:元脇嵩譲、菊地要介、大場夏美
- 演出:岩本雅直
- プロデューサー:松丸暖、兒玉佳純
- チーフプロデューサー:星俊一
- エグゼクティブプロデューサー:伊藤隆行
- 技術協力:テクノマックスビデオセンター
- 衣裳協力:Maison Kitsuné、THE GALLERY BOX、KoH T、KONYA
- 協力:スターダストプロモーション
- 制作協力:株式会社シオン
- 制作著作:テレビ東京